# Сушма Сварадж
Сушма Сварадж (англ. Sushma Swaraj, гінді सुषमा स्वराज; 14 лютого 1952 — 6 серпня 2019) — індійська політична діячка, членкиня Бхаратія джаната парті (БДП), міністр закордонних справ в уряді Нарендри Моді (2014—2019).

## Життєпис
Сушма Сварадж народилася в Хар'яні, у брахманській сім'ї. Її батько був видатним діячем Раштрія сваямсевак санґха (РСС) — індуської організації правого спрямування. Сушма Сварадж закінчила Пенджабський університет у Чандігархі і почала працювати в Верховному суді Індії. Під час навчання вона брала активну участь у пов'язаному з РСС студентському русі і в протестах проти уряду Індіри Ганді. У 1977 році вона була обрана до законодавчої асамблеї штату Хар'яна і займала різні посади в регіональному уряді. У 1996 році вона була обрана в Лок Сабху, а після приходу до влади БДП отримала посаду міністра інформації в уряді Ваджпаї. У жовтні-грудні 1998 року Сушма Сварадж очолювала уряд Делі. У 1999 році намагалася переобратися до парламенту, але програла боротьбу Соні Ганді. У 2000 році була обрана до верхньої палати парламенту (Радж'я Сабха) від штату Уттар-Прадеш. В уряді БДП знову обіймала посаду міністра інформації, а в 2003—2004 роках — міністра охорони здоров'я. У 2004 році очолювана БДП коаліція програла вибори Індійському національному конгресу і уряд Ваджпаї був змушений піти у відставку.
У 2009 році Сушма Сварадж була знову обрана до Лок Сабха і обійняла посаду лідера опозиції в нижній палаті парламенту. Після перемоги БДП на виборах у травні 2014 року вона отримала місце міністра закордонних справ в уряді, ставши другою жінкою-главою зовнішньополітичного відомства після Індіри Ганді.
6 серпня 2019 року відчула проблеми з серцем. Незадовго до смерті Сварадж була доставлена в Індійський інститут медичних наук через погіршення стану здоров'я. До лікарні її супроводжував міністр охорони здоров'я країни Харш Вардхан. Померла від зупинки серця . Наступного дня була кремована з державними почестями в Делі.
Свої співчуття висловили президент Індії Рам Натх Ковінд і прем'єр-міністр країни Нарендра Моді, який назвав смерть Сушми Сварадж особистою втратою.